# Bowdon, Georgia
Bowdon là một thành phố tại Quận Carroll, Georgia, Hoa Kỳ. Theo như  cuộc điều tra dân số năm 2020, thành phố có dân số khoảng 2,161 người.

## Lịch sử
Thành phố được thành lập ngày 1 tháng 1 năm 1859, và được đặt tên bởi nghị sĩ bang Alabama Franklin Welsh Bowdon.
Một trường cao đẳng đã được thành lập tại thành phố năm 1857.
Tòa án thành phố Bowdon đã thay đổi một số điều luật của mình vào năm 2015 sau vụ việc Thẩm phán Richard A. Diment bị cáo buộc qua một đoạn ghi âm về tội nhận hối lộ. Sau đó, trong một bài báo trên tờ New York Times, Thẩm phán Diment tuyên bố rằng ông chưa bao giờ thực sự bỏ tù ai đó vì không nộp phạt. Con gái của Diment mô tả ông là người đề xướng các quyền dân sự.